# Foveosa foveolata
Foveosa foveolata är en spindelart som först beskrevs av William Frederick Purcell 1903.  Foveosa foveolata ingår i släktet Foveosa och familjen vargspindlar. Inga underarter finns listade i Catalogue of Life.